# Marienkapelle (Kransberg)

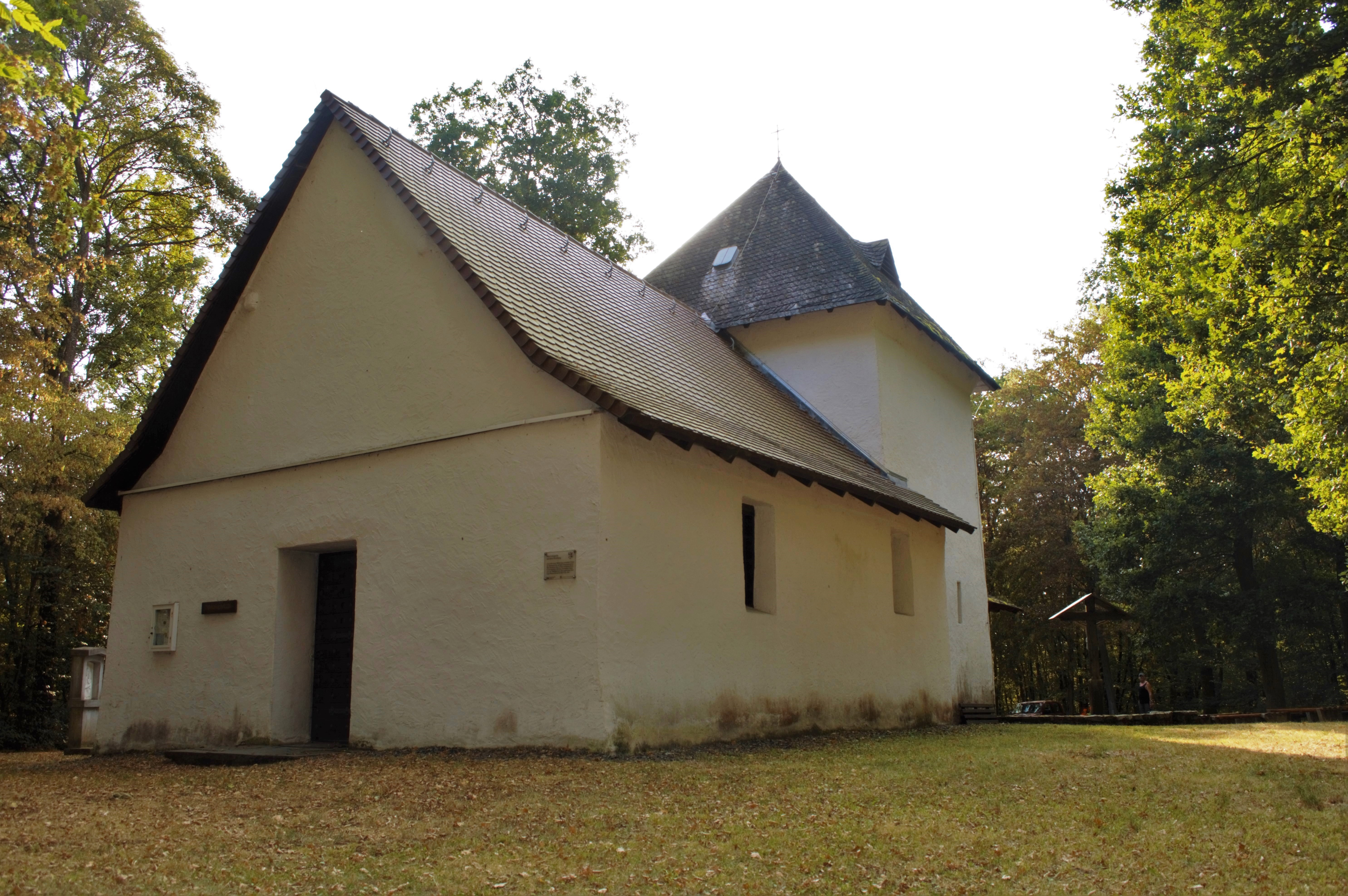
Marienkapelle auf dem Holzberg

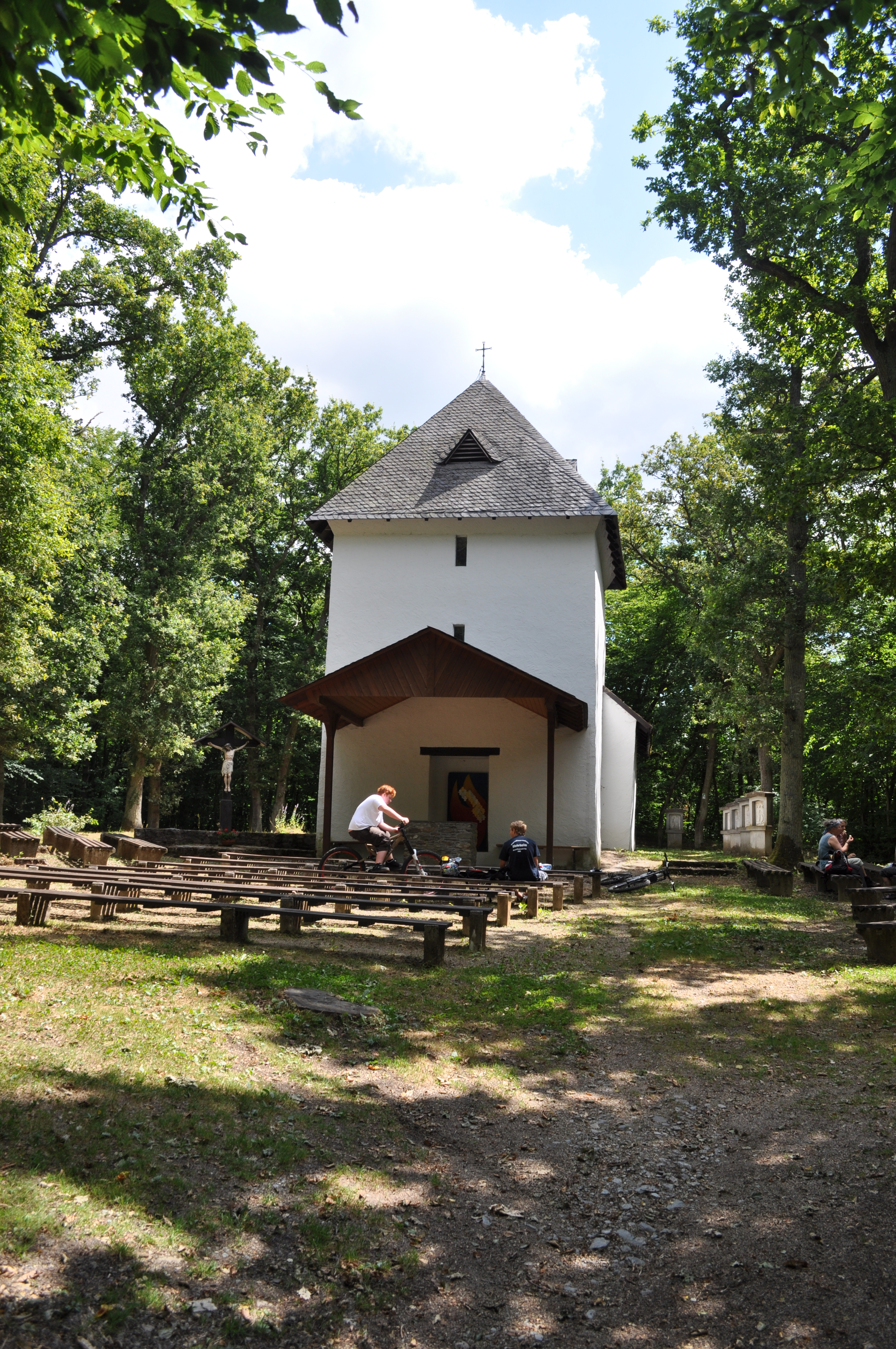
Kapelle auf dem Holzberg

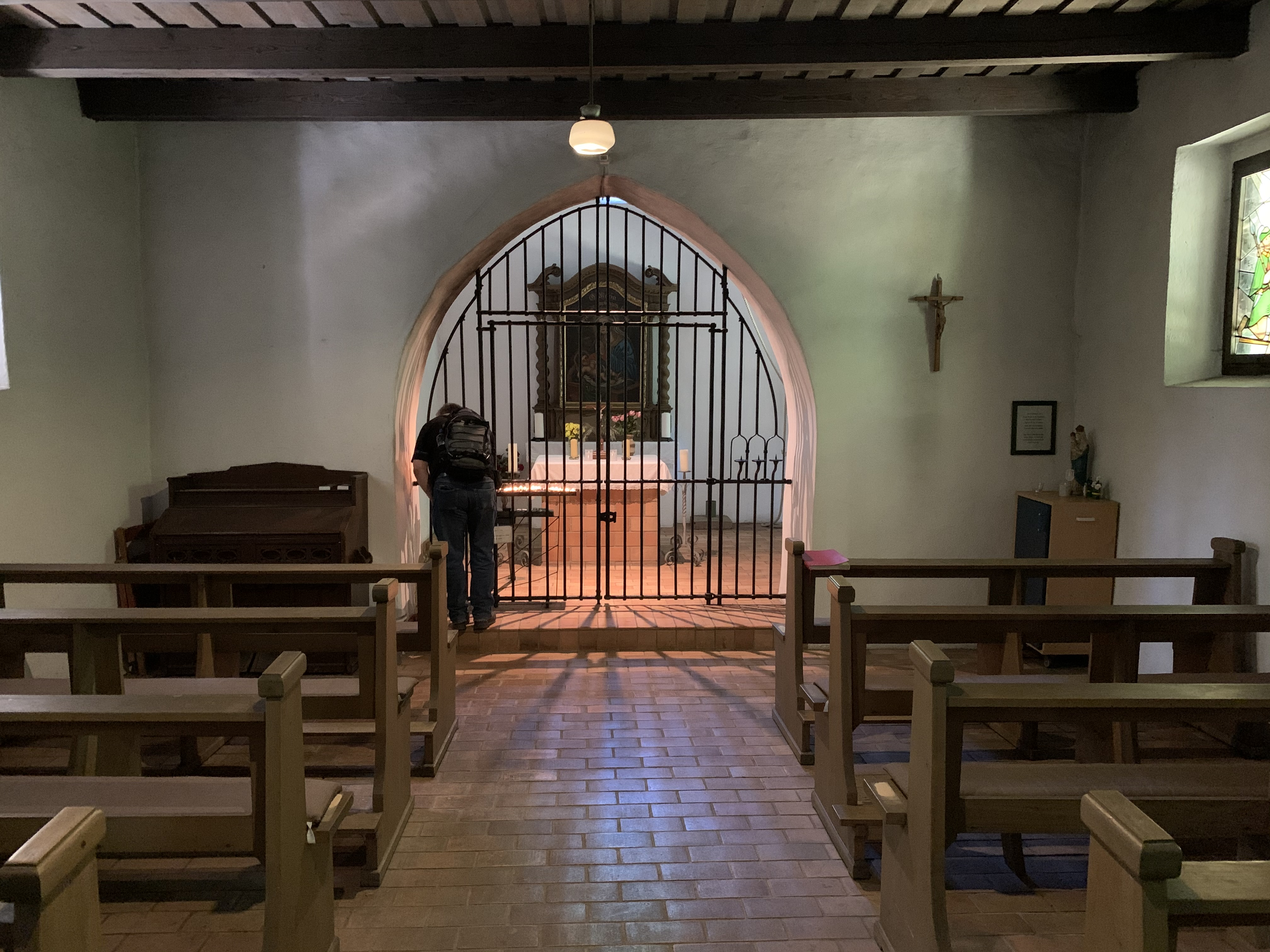
Innenansicht

Die Marienkapelle ist eine römisch-katholische Kapelle auf der Gipfelregion des Holzbergs (ca. 280 m ü. NHN), einem südlich der Usa gelegenen Berg im Taunus. Sie steht 1,5 km nordnordöstlich von Kransberg, einem Ortsteil von Usingen im hessischen Hochtaunuskreis.
Eine Kapelle an dieser Stelle wird urkundlich erstmals im Jahr 1218 erwähnt. Das Gelände ist von Ringwällen umgeben. Man nimmt an, dass das ursprüngliche Gebäude in den Anfängen der Christianisierung der Wetterau in dieser frühgeschichtlichen Wallanlage errichtet wurde.
In kunstvoller Umrahmung, einem Retabel, beherbergt die Kapelle ein Gemälde (17./18. Jahrhundert?) von Maria mit Kind und dem Kopf eines Kindes, das als Johannes der Täufer (Sohn der Elisabet) gedeutet. Das Bild trägt die Aufschrift „O Maria ohne Erbsünde empfangen bitte für uns“.
Im 19. Jahrhundert war die Kapelle in schlechtem Zustand. 1855 erfolgte eine Sanierung, die 136 Gulden und 11 Kreuzer kostete. Seit 1902 ist die Kapelle Eigentum der Kirchengemeinden Kransberg und Wernborn.
Die Kapelle wurde im Jahr 1979 durch den Usinger Architekten Josef Zalud renoviert und in den heutigen Zustand versetzt. Der Eingang wurde nach Osten verlegt und das Gnadenbild in den Turmbereich integriert. Ein schmiedeeisernes Gitter unter dem Spitzbogen zwischen Turm und Kirchenschiff schließt jetzt den neuen Altarraum ab. Vor dem Gebäude wurden Sitzbänke für 200 Besucher aufgestellt.
Die Kapelle wird als Wallfahrtsort genutzt. Sie ist Tag und Nacht geöffnet. Wallfahrtstag ist der 15. August, das Fest Mariä Himmelfahrt.